# Pseudancistrus barbatus
Pseudancistrus barbatus är en fiskart som först beskrevs av Valenciennes, 1840.  Pseudancistrus barbatus ingår i släktet Pseudancistrus och familjen Loricariidae. Inga underarter finns listade i Catalogue of Life.